# Rajiv Ouseph
Theratil Rajiv Ouseph (født 30. august 1986) er en tidligere badmintonspiller fra England. I 2017 vandt Ouseph mænds singeltitel ved de europæiske badminton-mesterskaber og blev europamester.
Rajiv blev født og opvokset i London og er af indisk afstamning.